# Ruprechtia
Ruprechtia  es un género de plantas perennes fanerógamas,árboles de la familia de las poligonáceas, nativas de América. Comprende 100 especies descritas y de estas, solo 39 aceptadas.

## Descripción
Son árboles, arbustos o trepadoras leñosas; plantas dioicas. Hojas con ócreas caducas o un anillo de tejido persistente. Inflorescencias axilares o terminales, solitarias o fasciculadas, tirsos sencillos o ramificadas en la base, con fascículos cimosos bracteados de (1) 2–4 flores estaminadas o (1) 2–3 flores pistiladas, flores pediceladas, pedicelos ocreolados, articulados (en Nicaragua) en la base del cáliz de las flores estaminadas y en el centro o un poco por debajo en las flores pistiladas; flores estaminadas con 6 tépalos libres, similares (en Nicaragua), estambres 9, ovario rudimentario; flores pistiladas con 3 tépalos exteriores libres o connados en un tubo, tépalos interiores ausentes o (en Nicaragua) 3, lineares, libres o adnados al tubo exterior, estaminodios ausentes o (en Nicaragua) hasta 0.4 mm de largo, ovario ovoide, estilos 3, estigmas lineares, elipsoides u ovoides. Aquenio ovoide, 3-lobado o 3-angulado, mayormente envuelto en el tubo del perianto, el limbo del perianto formando 3 alas.

## Taxonomía
El género fue descrito por Nicholas Edward Brown y publicado en Mémoires Presentes a l'Académie Impériale des Sciences de St.-Pétersbourg par Divers Savans et lus dans ses Assemblées 6: 148–150. 1845[1840]. La especie tipo es: Ruprechtia ramiflora (Jacq.) Meyer, mem.

## Especies aceptadas
A continuación se brinda un listado de las especies del género Ruprechtia aceptadas hasta abril de 2015, ordenadas alfabéticamente. Para cada una se indica el nombre binomial seguido del autor, abreviado según las convenciones y usos.	
- Ruprechtia albida
- Ruprechtia aperta
- Ruprechtia apetala
- Ruprechtia apurensis
- Ruprechtia brachysepala
- Ruprechtia brachystachya
- Ruprechtia carina
- Ruprechtia coriacea
- Ruprechtia costaricensis
- Ruprechtia costata
- Ruprechtia crenata
- Ruprechtia cruegeri
- Ruprechtia curranii
- Ruprechtia exploratricis
- Ruprechtia fusca
- Ruprechtia glauca
- Ruprechtia howardiana
- Ruprechtia jamesonii
- Ruprechtia laevigata
- Ruprechtia latifunda
- Ruprechtia laxiflora
- Ruprechtia lundii
- Ruprechtia maracaensis
- Ruprechtia nicaraguensis
- Ruprechtia obovata
- Ruprechtia pallida
- Ruprechtia paranensis
- Ruprechtia peruviana
- Ruprechtia ramiflora
- Ruprechtia salicifolia
- Ruprechtia scandens
- Ruprechtia standleyana
- Ruprechtia tangarana
- Ruprechtia tenuiflora
- Ruprechtia triflora Griseb.